# Då går jag ner i min källare
"Då går jag ner i min källare" är en schlagerlåt, skriven av Pierre Isacsson och Håkan Thanger. Låten framfördes av Pierre Isacsson på hans första soloalbum med titeln Pierre! 1974. samt som B-sida till singeln "I dag är första da'n i dag är första da'n". Till skillnad från vanliga schlager-låtar så har låten en tonartssänkning i stället för en tonartshöjning i slutet. Låten karakteriseras starkt av Isacssons djupa basröst.
Sången kom in på Svensktoppen 1974 vecka 42 och låg kvar i 11 veckor. Bästa placering var förstaplatsen vecka 52.
Cacka Israelsson släppte låten "Då går jag ner under källaren" samma år, som innehåller referenser till Isacssons låt.